# Калинов Мост (альбом)
«Калинов мост» — первый и единственный магнитоальбом группы «Калинов Мост», записанный в самом конце 1986 года. В 2006 году вошёл в ремастеринговом виде с шестью дополнительными треками в переиздание 2006 года от Real Records.

## Список композиций
Автор музыки и текстов — Дмитрий Ревякин; за исключением отмеченных особо
| №                   | Название                   | Текст песни                    | Музыка              | Длительность |
| ------------------- | -------------------------- | ------------------------------ | ------------------- | ------------ |
| 1.                  | «Моя песня»                |                                |                     | 3:37         |
| 2.                  | «С боевыми глазами»        |                                |                     | 3:49         |
| 3.                  | «Девочка летом»            |                                | Джей Джей Кейл      | 2:50         |
| 4.                  | «Пойдём со мной»           |                                |                     | 6:16         |
| 5.                  | «Отец работал»             |                                |                     | 4:41         |
| 6.                  | «Во глубине сибирских руд» | Александр Пушкин               | неизвестно          | 2:56         |
| 7.                  | «Сансара»                  |                                |                     | 4:10         |
| 8.                  | «Ранним утром»             |                                |                     | 5:43         |
| 9.                  | «Надо было»                | Дмитрий Ревякин, Янка Дягилева |                     | 2:33         |
| 10.                 | «Дудки»                    |                                |                     | 4:00         |
| Общая длительность: | Общая длительность:        | Общая длительность:            | Общая длительность: | 40:35        |

| №                   | Название              | Текст песни         | Музыка              | Длительность |
| ------------------- | --------------------- | ------------------- | ------------------- | ------------ |
| 11.                 | «Ты думаешь, мама»    |                     |                     | 3:53         |
| 12.                 | «Вернётся новый день» |                     |                     | 2:42         |
| 13.                 | «Кроха»               |                     |                     | 2:23         |
| 14.                 | «Девка красная»       |                     |                     | 3:13         |
| 15.                 | «Воздушная тревога»   | инструментал        | Василий Смоленцев   | 5:16         |
| 16.                 | «Хоровод»             |                     |                     | 4:51         |
| Общая длительность: | Общая длительность:   | Общая длительность: | Общая длительность: | 22:18        |

## Участники записи
- Дмитрий Ревякин — вокал, акустическая гитара
- Василий Смоленцев — гитара
- Андрей Щенников — бас-гитара
- Виктор Чаплыгин — барабаны, бэк-вокал